# Robert Tischler
Robert Tischler (* 1885 in Frontenhausen; † 1959 in München) war ein deutscher Landschaftsarchitekt und von 1926 bis 1959 Chefarchitekt des Volksbundes Deutscher Kriegsgräberfürsorge (VDK). In dieser Funktion entwarf er verschiedene deutsche Kriegsgräberstätten. In den letzten Jahren stehen seine Kriegsgräberstätten aus der Nachkriegszeit zunehmend unter Kritik, da sie eine starke Kontinuität der Ikonografie und Symbolik aus dem Nationalsozialismus haben. Vor allem stehen seine Totenburgen in Kontroverse.

## Werke
- Deutscher Soldatenfriedhof in Langemark, 1930–1932[5]
- Deutsche Kriegsgräberstätte in Bitola (Mazedonien). 1929–36[6]
- Deutscher Soldatenfriedhof in Nazareth, 1934/35
- 1936/1938 Nemška kostnica Beinhaus in Tolmin
- Schlesier-Ehrenmal, Waldenburg
- Deutscher Soldatenfriedhof Menen
- „Thingplatz“ am Fuß des St. Annaberges, Oberschlesien[7]
- Ehrenfriedhof Lohrer Wald, 1951/53
- Deutsche Kriegsgräberstätte El Alamein, 1955